# Arsi-Oromo
Die Arsi (Äthiopische Schrift: አርሲ) sind eine Untergruppe der Oromo, der größten ethnischen Gruppe in Äthiopien.
Sie gehören zu den zahlenmäßig größten Oromo-Gruppen und leben im Süden und Südosten des Landes vor allem in den Hochlandgebieten von Arsi und Bale, daneben auch in den südlich angrenzenden Tieflandgebieten, im Großen Afrikanischen Grabenbruch, im Osten von Sidamo und im Westen von Harerge. Seit der Neuordnung der Verwaltungsgliederung Äthiopiens 1991 liegen ihre Gebiete größtenteils in der Region Oromia.

## Geschichte
Im Zuge der Oromo-Expansion ab dem 16. Jahrhundert drangen die Arsi in die Gebiete der muslimischen Staaten Bale, Hadiyya, Wag, Gänz und Sharkha vor, in denen bislang vorwiegend muslimische hochlandostkuschitisch-sprachige Gruppen („Hadiyya-Sidama“) lebten. Die Arsi assimilierten einen Großteil dieser Bevölkerung. Gegenwärtig stellen „reine“ Oromo wohl nicht mehr als ein Drittel aller Arsi. Die Unterscheidung zwischen den reinen Oromo oder Borana und den moggaasa („Adoptierten“) oder garba („Eroberten“) hatte bis Mitte des 20. Jahrhunderts auch kulturelle, politisch und soziale Bedeutung.
Das Vordringen der Arsi war in den zuvor muslimischen Gebieten mit einem Niedergang des Islam verbunden, in den weiter östlich gelegenen Teilen blieben jedoch kleinere Gebiete, in denen weiterhin Elemente des Islam praktiziert wurden. Insbesondere in und um Annajina übernahmen die Arsi den Kult um den Scheich Nur Hussein aus dem 13. Jahrhundert und pflegten dessen Grabstätte weiter.
Es ist unklar, wann die Bezeichnung Arsi für diese Gruppe aufkam und als Selbstbezeichnung übernommen wurde. Schriftlich scheint sie erstmals im 19. Jahrhundert aufzutauchen, wobei die amharische Form Arusi lange dominierte. Eine ältere schriftliche Fremdbezeichnung ist warantič̣a („Krieger“), was auf ihren Ruhm in der Kriegsführung verweist.
Als eine der Oromo-Gruppen mit dem stärksten inneren Zusammenhalt leisteten die Arsi lange Widerstand gegen die Eroberungsversuche durch Äthiopien bzw. Shewa im 19. Jahrhundert. Für ihre Eingliederung in Äthiopien spielten die Ereignisse in Anole eine bedeutende Rolle. Dort wurde im Jahre 1886 männlichen gefangenen Arsi die rechte Hand und Frauen die Brust amputiert, um die Arsi rascher zum Aufgeben zu bewegen. Während der schweren Hungersnot 1888–1892, die durch Dürre, Rinderpest und Schädlinge ausgelöst wurde, wurde die fruchtbare Provinz Arsi dreimal von verschiedenen äthiopischen Gouverneuren überfallen, um Nahrungsmittel zu rauben.
Nach der Eroberung kam es Ende des 19. und während des 20. Jahrhunderts (insbesondere in den 1930er Jahren) zum Zustrom von Siedlern aus weiter nördlich gelegenen Teilen Äthiopiens in Gebiete der Arsi. Die verschiedenen äthiopischen Regierungen unterstützten diese Zuwanderung. Die Arsi bezeichnen alle Zuwanderer bzw. deren Nachfahren – Amharen wie auch Gurage und Oromo aus Shewa – mit dem Wort näfṭäñña, das etwa „bewaffnete Siedler“ bedeutet.
Von Osten her drangen ab dem 18. Jahrhundert Somali vom Clan der Ogadeni-Darod vor. Sie führten meist Krieg gegen die Arsi und drängten diese aus tiefer gelegenen Gebieten zurück, es kam aber auch zu Vermischung und kultureller Beeinflussung. Ab Mitte des 18. Jahrhunderts verbreiteten Somali-Missionare den Islam bei den östlichsten Oromo-Gruppen. Nach der Eroberung durch Äthiopien nahmen die meisten Arsi als eine Form des passiven Widerstandes den Islam an.
1963–1970 kam es zur Bale-Revolte, an der sich vor allem Arsi-Bauern im Hochland der Provinz Bale beteiligten.
Ende der 1970er und Anfang der 1980er Jahre war die Oromo-Befreiungsfront (OLF) in den Provinzen Arsi, Bale und Sidamo aktiv. Zwecks Aufstandsbekämpfung wurden die meisten Bewohner des Hochlandes von Bale und Teile der Bevölkerung von Arsi zwangsweise in Dörfer unter der Kontrolle der Regierung umgesiedelt.

## Gesellschaft und Kultur
Das von Arsi bewohnte Gebiet umfasst vielfältige topographische und klimatische Räume, vom Hochland mit Bergen wie dem Batu bis zu trockenen Flusstälern.
Traditionell waren die Arsi Viehzüchter und praktizierten Transhumanz. Im 19. Jahrhundert gingen sie zum Agropastoralismus über, nachdem sie infolge der äthiopischen Eroberung Land verloren hatten und ihre Herden geschrumpft waren. Rinder sind weiterhin sozial und rituell bedeutend, und in trockeneren Regionen blieben die Arsi reine Viehzüchter.
Die Arsi unterteilen sich in die zwei Untergruppen (Moieties) Sikko und Manda, die ihrerseits mindestens 200 patrilineare Clans oder gosa umfassen. Die Clans sind weiter in Hunderte oder Tausende „Abstammungslinien“ (balbalä) und Familien (warra) unterteilt. Die Clans waren traditionell exogam, der Einfluss des Islam führt jedoch dazu, dass vermehrt Heiraten innerhalb eines Clans oder gar zwischen Cousins vorkommen. Komplexe Verwandtschaftsbeziehungen, Heiratsallianzen und Freundschaften tragen zum Zusammenhalt der Arsi bei.